# Прогрессивно-республиканская партия
Прогрессивно-республиканская партия (порт. Partido Republicano Progressista) — политическая партия Бразилии. Образована в 1990 году. 22 ноября 2011 года была официально зарегистрирована под регистрационным избирательным номером — «44». Лидер партии — Оваско Риме Алтимари Ресинди. Партию представляет 2 депутата в Палате депутатов. Во время президентских выборов 2010 года поддержали кандидатуру нынешнего президента Бразилии, члена партии трудящихся — Дилму Русеф.
Придерживаются центристской идеологии, являющиеся смесью идей республиканизма, прогрессивизма, а также либерализма.